# Suddivisioni delle Isole Cook
Elenco delle suddivisioni amministrative delle Isole Cook, un gruppo di isole dell'Oceano Pacifico, stato liberamente associato alla Nuova Zelanda.
Le isole sono suddivise in dieci isole principali, a loro volta divise in distretti, divisi a loro volta in tapere, una suddivisione storica tradizionale delle isole.

## Le dieci isole
Le dieci Outer Islands sono:
|  |  | Aitutaki (inclusa l'isola disabitata di Manuae) |
|  |  | Mangaia                                         |
|  |  | Atiu (inclusa la disabitata Takutea)            |
|  |  | Ma'uke                                          |
|  |  | Mitiaro                                         |
|  |  | Manihiki                                        |
|  |  | Penrhyn (Cook)                                  |
|  |  | Rakahanga                                       |
|  |  | Pukapuka (incluse Nassau e Suwarrow)            |
|  |  | Palmerston                                      |